# クロサワ映画
『クロサワ映画』（クロサワえいが）は2010年10月23日公開の日本映画。
第2回沖縄国際映画祭・Laugh部門 海人賞グランプリを受賞している。

## 概要
森三中の黒沢かずこ主演のセルフパロディ映画で、キャストはほぼ全員実名で出演している。

### キャスト
- 黒沢かずこ（森三中）
- 渋江譲二
- 椿鬼奴
- 光浦靖子（オアシズ）
- 大久保佳代子（オアシズ）
- やべきょうすけ
- 村上知子（森三中）
- 大島美幸（森三中）
- 庄司智春（品川庄司）
- 陣内智則
- 中田敦彦（オリエンタルラジオ）
- 藤森慎吾（オリエンタルラジオ）
- 川田広樹（ガレッジセール）
- 矢部太郎（カラテカ）
- 鈴木おさむ
- 川端健嗣
- 生野陽子
- 蒼あんな
- 蒼れいな
- 金子さやか
- 田島令子
- 秋野暢子

〜Special Thanks〜
- 田中圭
- 石田純一
- 西川史子
- くわばたりえ（クワバタオハラ）
- 秋本祐希
- 浅香唯
- 島崎和歌子
- 豊田エリー
- 永島昭浩
- 峰竜太
- 今田耕司
- 高橋克実
- 中村仁美

### スタッフ
- 監督：渡辺琢
- 製作：大﨑洋、亀山千広
- プロデューサー：種田義彦、亀高美智子、神夏磯秀、前田茂司
- エグゼクティブプロデューサー：片岡秀介、清水宏泰
- 企画：岡本昭彦、小須田和彦
- 脚本：石原健次
- 撮影：高田治、菊池亘
- 美術：小林亜妃
- 編集：増田嵩之
- 音楽：羽岡佳
- 音響効果：柴崎憲治、小山秀雄
- 主題歌： 大島美幸『いいオンナには運がある?』
- 記録：湯澤ゆき
- 照明：安藤雄郎
- 製作統括：港浩一
- 録音：吉田憲義
- 助監督：高明

## 2作目
『クロサワ映画2011〜笑いにできない恋がある〜』のタイトルで2011年11月26日公開。

### キャスト
- 黒沢かずこ（森三中）
- コン・テユ
- 椿鬼奴
- 光浦靖子（オアシズ）
- 大久保佳代子（オアシズ）
- イ・テガン
- 加藤厚成
- 村上知子（森三中）
- 大島美幸（森三中）
- 秋野暢子
- 多岐川裕美

## DVD
- 『クロサワ映画』(2011年10月26日発売）発売元よしもとアール・アンド・シー
- 『クロサワ映画2011〜笑いにできない恋がある〜』(2012年3月7日発売）発売元よしもとアール・アンド・シー